# Josefa Iloilo

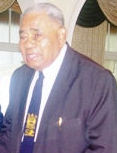
Josefa Iloilo là Tổng thống thứ ba của Fiji.

Ratu Josefa Iloilovatu Uluivuda, CF, MBE, MSD, KStJ (29 tháng 12 năm 1920 – 6 tháng 2 năm 2011)  với tư cách là Tổng thống thứ ba của Fiji từ năm 2000 đến năm 2009, ngoại trừ một khoảng thời gian ngắn từ ngày 5 tháng 12 năm 2006 đến ngày 4 tháng 1 năm 2007). Ông giữ danh hiệu truyền thống là Tui Vuda, người đứng đầu tối cao của huyện Vuda ở tỉnh Ba trên bờ biển phía tây bắc của Fiji. Giống như nhiều người dân Qatar, anh hiếm khi sử dụng họ của mình và được gọi đơn giản là Josefa Iloilo. Ông tuyên bố vào ngày 28 tháng 7 năm 2009 rằng ông sẽ rời văn phòng vào ngày 30 tháng 7. Ở tuổi 88, ông là nguyên thủ quốc gia lâu đời nhất thế giới.
Vào ngày 5 tháng 12 năm 2006, Commodore Frank Bainimarama, Tư lệnh Lực lượng Quân sự Cộng hòa Fiji, nắm quyền lực trong một cuộc đảo chính và nắm quyền lực tổng thống. Điều này theo sau những nỗ lực thất bại về phía Iloilo để hòa giải một giải pháp cho tình trạng bế tắc kéo dài giữa quân đội và chính phủ của Thủ tướng Laisenia Qarase. Tuy nhiên, quyền hạn của ông đã được Bainimarama khôi phục vào ngày 4 tháng 1 năm 2007. Iloilo cũng tán thành cuộc đảo chính của Bainimarama cùng ngày, trong địa chỉ công khai đầu tiên của ông kể từ cuộc đảo chính. Ông bổ nhiệm Bainimarama làm Thủ tướng vào ngày hôm sau.
Sau khi Tòa án phúc thẩm của Fiji phán quyết rằng việc bãi nhiệm Thủ tướng Laisenia Qarase và bổ nhiệm chế độ tạm thời của Fiji sau cuộc đảo chính quân sự năm 2006 là bất hợp pháp, vào ngày 10 tháng 4 năm 2009, Iloilo đã bãi bỏ các thẩm phán và bãi bỏ hiến pháp của đất nước. Iloilo tuyên bố có "sự hỗ trợ đầy đủ" của lực lượng an ninh và chỉ đạo quân đội thực hiện "tất cả các bước hợp lý" để duy trì luật pháp và trật tự.